# 庚戌新军起义
庚戌新军起义，又称第二次廣州起義或廣州新軍起義，是1910年2月发生在中国广东省广州市的清朝“新军”部队起义事件。起义最终遭到镇压，但与此有关人员部分后来参与了黄花岗起义（第三次廣州起義）。

## 背景
庚戌新军起义是受到中國同盟会南方支部（部址设在香港）支持的，法政学堂的翻译讲师朱执信参与其中。新军方面，两位失业军官赵声和倪映典参与发起和指挥，两人属广东新军第一标。
1909年6月到7月左右，起义发起者们曾集中开会商讨起义计划。稍后他们在广州豪贤街天官里寄园巷5号设立新军联络点，又让咨议员陈炯明以自己的名义提供一处存放枪械的地方。在联络点，由倪映典向休假军人宣扬同盟会。至起义发起前，已有不少新军成员加入同盟会。他们打算在1910年2月24日（农历元宵节）发起起义，成功后推举丘逢甲、陈炯明任临时民政长官。
起义前三个月，清政府已收到有人打算起义的风声。在起义前几天2月9日（农历除夕），新军部分军人与广州警察发生冲突，广州将军孚琦下令封锁广州。

## 过程
1910年2月12日（庚戌正月初三），倪映典带两支手枪，由清水濠转入东大门到陈炯明家，坐了一会就到燕塘炮兵第一营，开枪击毙正在对士兵讲话的管带齐汝汉，偕同排长罗炽扬组织士兵起事。他们原本打算和北较场的新军第二标会合，向东城发起进攻，但在牛王庙教会山附近遭到广东水师提督李准指挥的吴宗禹部新军拦阻。李准派帮统童常标，管带李景濂与倪映典谈判，倪映典认为李景濂是同盟会员，童常标是安徽同乡，遂前往谈判。但谈判结束后倪离开时，李景濂部突然开枪攻击，倪中枪被抓获，当场被砍头，同行的起义军部将4人也同场就义。失去领导的起义军部队溃散，事后有人统计双方死伤三百多人。

## 结局
翌日，清军抓捕100余人。起义中牺牲的士兵的尸体收殓后葬于牛王庙（今先烈中路85号）。文化大革命期间，庚戌新军起义烈士墓被當局推平，1981年坟墓就地原样重建。今东莞市博物馆藏有民国时期制作的“广东陆军庚戌首义同志纪念会证章”，该证章中心即是“红墙绿瓦”牛王庙。
赵声在事败后逃亡南洋籌募革命經費，並任香港同盟會會長。后参与黃花崗起義。
此外，在倪映典家乡安徽省合肥市长江中路与环城东路交口，建有“广州庚戌新军起义倪映典烈士纪念塔”。。